# Pascal (croiseur)
Pour les articles homonymes, voir Pascal.
Le Pascal est un croiseur protégé de la marine française construit dans les années 1890, le deuxième et dernier navire de la classe Descartes. Les croiseurs de la classe Descartes ont été commandés dans le cadre d’un programme de construction navale visant à renforcer la force de croiseurs de la flotte. À l’époque, la France était préoccupée par la menace navale croissante des flottes italienne et allemande, et les nouveaux croiseurs étaient destinés à servir avec la flotte principale, et outre-mer dans l’empire colonial français. Le Pascal était armé d’une batterie principale de quatre canons de 164 mm, protégé par un pont blindé de 20 à 40 mm d’épaisseur et capable de naviguer à une vitesse maximale de 19 nœuds (35 km/h).
Le Pascal a eu une carrière assez courte et sans incident. Après sa mise en service en 1897, il a été envoyé en Indochine française, où il a servi pendant les sept années suivantes. Pendant cette période, il a fait partie de l’escadre française qui a répondu à la révolte des Boxers en Chine. En mauvais état en 1904, il ne fut plus guère utilisé et fut rayé du registre naval en 1911, avant d’être démantelé.

## Conception
En réponse aux craintes de guerre avec l’Italie à la fin des années 1880, la marine française s’est lancée dans un important programme de construction navale en 1890 pour contrer la menace de la flotte italienne et celle de l’Allemagne, alliée de l’Italie. Le plan prévoyait soixante-dix croiseurs pour une utilisation dans les eaux territoriales et outre-mer dans l’empire colonial français. La classe Descartes, composée du Descartes et du Pascal, a été commandée dans le cadre de ce programme,. La conception de la classe Descartes était basée sur le croiseur précédent Davout, mais a été agrandie pour incorporer un armement plus puissant.
Le Pascal mesurait 100,7 m de longueur hors tout, avec un maître-bau de 12,95 m et un tirant d'eau moyen de 6,01 m. Il avait un déplacement de 4005 tonnes. Son équipage (dont le nombre a varié au cours de sa carrière) se composait de 383 à 401 officiers et hommes du rang. Le système de propulsion du navire consistait en une paire de moteurs à vapeur à triple expansion, entraînant deux arbres d'hélice. La vapeur était fournie par seize chaudières à tubes d'eau de type Belleville alimentées au charbon, dont la fumée était canalisée dans deux cheminées. Ses machines étaient conçues pour produire 8300 chevaux (6200 kW) pour une vitesse de pointe de 19 nœuds (35 km/h), mais il a dépassé ces chiffres lors de ses essais en mer, atteignant 19,7 nœuds (36,5 km/h) et développant 8943 ch (6669 kW),. Il avait un rayon d'action de 5500 milles marins (10200 km) à 10 nœuds (19 km/h) et 1000 milles marins (1900 km) à 19,5 nœuds.
Le navire était armé d’une batterie de quatre canons de 164 mm, regroupés au milieu du navire, deux canons par bord. Ils étaient appuyés par une batterie de dix canons de 100 mm, dans des barbettes, des casemates et des affûts pivotants individuels. Pour la défense à courte portée contre les torpilleurs, il transportait huit canons Hotchkiss de 47 mm et quatre canons de 37 mm. Il était également armé de deux tubes lance-torpilles de 356 mm dans sa coque au-dessus de la ligne de flottaison. La protection consistait en un blindage de pont incurvé de 20 à 40 mm d’épaisseur sur ses côtés inclinés et de 25 mm sur la partie plate, ainsi qu’un blindage de 80 mm sur les côtés de la passerelle. Tous les canons étaient équipés de boucliers de canon de 54 mm,.

## Historique
Les travaux sur le Pascal commencent le 4 décembre 1893 à Toulon avec la pose de la quille. Il a été lancé le 26 septembre 1895 et a été armé le 20 mai 1896 pour commencer ses essais en mer. Au cours de ses premiers essais, on a constaté qu’il avait des problèmes de stabilité et qu’il devait recevoir du lest supplémentaire pour corriger le problème,. Les travaux sur le navire ont été terminés en 1897 et il a été mis en service le 1 juin 1897. Le 6 juillet, il est affecté à l’escadre de la Méditerranée, basée à Toulon. Avec le début des troubles qui ont conduit à la révolte des Boxers en Chine Qing en 1898, de nombreuses puissances coloniales européennes ont commencé à renforcer leurs forces navales en Asie de l'Est. Le Pascal a été envoyé dans la région en janvier 1898 pour y renforcer l’escadre française, qui comprenait également à l’époque l’ancien cuirassé Bayard, les croiseurs protégés Descartes et Jean Bart, et le croiseur non protégé Duguay-Trouin,.
Le Pascal est resté dans les eaux de l’Asie de l’Est en 1899, avec le Descartes et le Duguay-Trouin, bien que le Jean Bart ait été rappelé en métropole. Après que la révolte ait éclaté en Chine à la fin de la même année, les Français renforcèrent considérablement l’escadre d'Extrême-Orient. En janvier 1901, ils avaient rassemblé une force de neuf croiseurs, dont le Pascal. Celui-ci est resté dans les eaux de l’Asie de l’Est en 1902, mais avec les combats en Chine, l’escadre a commencé à être réduite en taille. En 1903, l’escadre se composait du croiseur cuirassé Montcalm et des croiseurs protégés Châteaurenault et Bugeaud, en plus du Pascal. En avril de la même année, le Pascal a participé à une revue navale organisée à Kobe, au Japon, pour l’empereur japonais Meiji. Le contingent naval étranger comprenait le cuirassé pré-dreadnought britannique HMS Glory et le croiseur protégé HMS Blenheim, le croiseur protégé allemand SMS Hansa, le croiseur protégé italien Calabria et le croiseur protégé russe Askold. Le Pascal a continué à opérer en Indochine française en 1904, mais il était en mauvais état à cette époque et n’était plus capable d’atteindre une vitesse supérieure à 16 à 18 nœuds (30 à 33 km/h).
En février 1904, il se trouve dans la baie de Chemulpo, en Corée, lorsque la guerre russo-japonaise éclate. Avec plusieurs navires de guerre neutres, dont le croiseur britannique HMS Talbot, le croiseur italien Elba et la canonnière américaine USS Vicksburg, il a observé la bataille de Chemulpo le 9 février. Le Pascal, le Talbot et l'Elba ont appareillé au cas où les navires de guerre japonais ouvriraient le feu sur eux. Après la défaite russe, les trois croiseurs ont envoyé des bateaux pour récupérer les survivants du croiseur Varyag et de la canonnière Korietz. Les trois croiseurs ont sauvé 27 officiers et 654 hommes du rang des deux navires russes. Le Pascal les a plus tard évacués à Saigon, en Indochine française,.
Le Pascal est rentré en France au début de l’année 1905 et il fut mis en réserve à Toulon le 15 février dans la perspective d'une révision majeure, mais un rapport daté du 12 juillet a conclu qu’à son achèvement, en 1906, sa valeur militaire serait au mieux médiocre. En conséquence, le navire est resté inactif jusqu’à sa mise hors service le 10 juin 1909. Il est ensuite radié du registre naval le 24 mars 1910 et mis en vente le 1er août 1911, avec plusieurs navires plus anciens, dont les cuirassés Amiral Baudin et Magenta et le croiseur non protégé Milan. Le démolisseur de navires M. Bénédic achète le Pascal ce jour-là et démantèle le navire à La Seyne-sur-Mer en 1912.